# Adelaide da Rosa

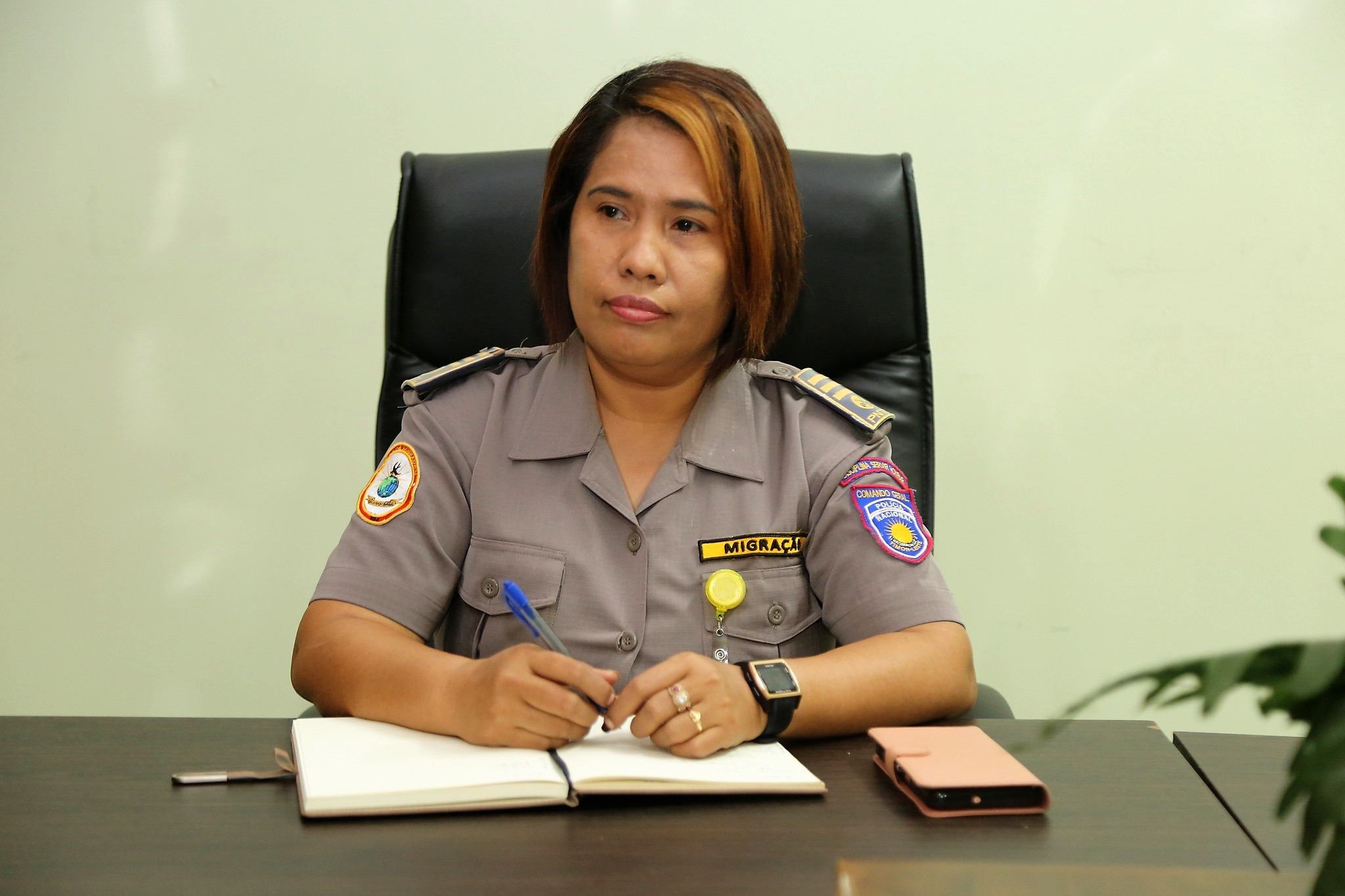
Generaldirektorin Adelaide da Rosa (2023)

Adelaide da Rosa ist eine osttimoresische Polizistin. Seit dem 29. März 2023 ist sie die Generaldirektorin des Serviço de Migração de Timor-Leste, der nationalen Einwanderungsbehörde. Sie folgt in dem Amt Luís Soares Barreto, dessen Stellvertreterin sie von 2020 bis 2022 war. Bis zu ihrer Vereidigung 2023 führte Rosa bereits geschäftsführend die Behörde.
2015 war Rosa Chefin der Polizeistation des Verwaltungsamtes Pante Macassar (Sonderverwaltungsregion Oe-Cusse Ambeno), mit der Verantwortung für 22 Beamte, 29 Aldeias und des dortigen Grenzgebietes zu Indonesien.
Rosas Sohn war einer von zwei jungen Männern, die im Februar 2023 bei einem Ausflug zum Tatamailau ums Leben kamen. Sicherheits- und Hilfskräfte hatten unter großer Anteilnahme der Bevölkerung mehrere Tage nach den beiden Vermissten gesucht.